# عبد الله عبد العزيز (مغني)
عبد الله عبد العزيز (مواليد: 3 أغسطس 1989)، هو مغني سعودي. ولد عبد الله في مكة سنة 1989. كانت بداياته الفنية في الأنشطة المدرسية وبين الأصدقاء وفي مناسبات الأقارب ومن ثم برامج الهواة. بعد ذلك شارك في برنامج عرب آيدول في موسمه الثاني وأعجب من قبل لجنة الحكّام وتأهل لأربع مراحل وخرج قبل البث المباشر.، بعدها تلقى اتصالا من برنامج ستار أكاديمي في نسخته التاسعة حيث رشح للاشتراك بالبرنامج وبعدها تم قبوله ووصل إلى مراحل متقدمة من البرنامج. طرح أول سينغل له بغني في 28 فبراير 2014.

## عن حياته
ولد في منطقة مكة المكرمة نشأ وترعرع فيها ودرس فيها المرحلة الابتدائية ثم انتقل بعدها إلي العاصمة الرياض وعاش فيها عدة سنوات ثم عاد وأكمل دراسته الثانوية بمكة المكرمة. بعد أن أنهى الثانوية التحق بالجامعة واختار قسم إدارة أعمال.

## مسيرته الفنية
توقف عن الدراسة بسبب مشاركته في عدة برامج فنيه من التي تقوم بإبراز المواهب وأكتشف عبد الله موهبته الغنائية عندما كان يشارك في الإذاعة المدرسية والأنشطة الصيفيه.
في المناسبات المحلية، وأصدر عدة أعمال بسيطة من انتاجه الخاص كأغنية القلب الطيب، شارك بأغنية بمناسبة عودة الملك للوطن بعد الرحلة العلاجية والتي تكللت بالنجاح وشارك بأغنية في مهرجان فرحة يتيم وقدم أغنية عن يوم الصدق العالمي وتم عرضها على اذاعة الف الف اف ام , وقدم أغنية لحفل افتتاح مهرجان هذه مكة الأول والذي حظي برعاية صاحب السمو الملكي الأمير / سعود بن محمد العبد الله الفيصل.
شارك في برنامج عرب ايدل (الموسم الثاني) وأعجب من قبل لجنة الحكّام وتأهل لأربع مراحل غنى فيها اغاني خليجية ولبنانية وخرج قبل البث المباشر لتعرضه لوعكة صحية اثرت عليه., ومن ثم تلقى اتصالا من برنامج ستار أكاديمي 9 لترشيحة بالاشتراك في البرنامج وتم قبوله. وتميز بصوت جميل وحضور مستساغ على المسرح، فاللبنانيون يصفونه بالـ«مهضوم» والمصريون يعتبرونه موهوبا أما أهل بلده في المملكة العربية السعودية فيفتخرون فيه، وتوقعوا فوزه باللقب منذ اليوم الأول لمشاركته في البرنامج.
قدم عبد الله عدة لوحات جميلة واستعراضية نالت على اعجاب الأساتذة والمطربين نظرا لما يمتلك عبد الله من مواهب في الرقص والتمثيل والغناء. وحيث ان عبد الله لم يتم انصافة بأختيار الأغاني المناسبة له الا انه خرج من المنافسة قبل اخر خمسة مشتركين.

وفور خروجه أبدى الشاعر عبد اللطيف بن عبد الله آل الشيخ دعمه للفنان عبد الله عبد العزيز حيث قدم له أول عمل غنائي تحت مسمى «بغني» من كلمات وإنتاج عبد اللطيف بن عبد الله آل الشيخ وألحان ناصر الصالح وهي اهداء بسيط من عبد الله الفنان إلى جمهوره.، حققت بغني أكثر من 100 ألف مشاهدة عبر يوتيوب خلال ثلاثة أيام فقط من طرحها وتجاوزت المليون خلال شهرين. وحازت «بغني» على المراكز الأولى في الإذاعات السعودية والخليجية والعربية مثل: إم بي سي إف إم، الف الف اف ام , ليبان ستار.
بعد «بغني» طرح الفنان عبد الله عبد العزيز أغنية شبابية بعنوان «مايختلف» من كلمات الشاعر فيصل اليامي والحان عزوف. ثم أغنية بعنوان «العيون الممكنة» من كلمات الشاعر عبد اللطيف بن عبد الله آل الشيخ والحان عصام كمال وتوزيع وليد فايد. .
و العديد من الأعمال الأخرى.

## أغانيه في ستار أكاديمي
| اسم الأغنية              | المغني الأصلي            |
| ------------------------ | ------------------------ |
| سافرت                    | راشد الماجد، وليد الشامي |
| حرامي قلوب مع هيفاء وهبي | هيفاء وهبي               |
| ويلوه                    | راشد الماجد              |
| اشتكي من بعدهم           | حسين الجسمي              |
| يمكن نتهنا بحبك          | ملحم بركات               |
| حالة قلبي                | عاصي الحلاني             |
| ياطير ياطاير             | فيروز                    |
| حبيبي صباح الخير         | ماجد المهندس             |
| حلو عن سمايا             | حسين الجسمي              |
| اطلع بعيني مع مروان خوري | مروان خوري               |
| بين ايديا                | ماجد المهندس             |
| كنتي بالسهره مع جو أشقر  | جو أشقر                  |
| ذهب ذهب                  | وليد الشامي              |
| دق هيوى دق               | فايز السعيد              |
| سحرني حلاها              | ماجد المهندس             |
| طيارة                    | فيصل الراشد              |